# Aki Hyryläinen
Aki Hyryläinen (Helsinki, 17 april 1968) is een voormalig profvoetballer uit Finland, die speelde als verdediger gedurende zijn carrière. Hij beëindigde zijn actieve loopbaan in 2001 bij de Finse club FC Jokerit. Behalve in zijn vaderland speelde hij clubvoetbal in België en Denemarken.

## Interlandcarrière
Hyryläinen kwam in totaal 26 keer (twee doelpunten) uit voor de nationale ploeg van Finland in de periode 1992 – 1997. Hij maakte zijn debuut op 4 november 1992 in de vriendschappelijke uitwedstrijd tegen Tunesië (1-1), net als Mika Nurmela (FC Haka), Sami Hyypiä (MyPa) en Antti Niemi (HJK Helsinki). Op 10 november 1993 scoorde Hyryläinen tweemaal in de WK-kwalificatiewedstrijd in Tel Aviv tegen Israël (1-3). De andere Finse treffer in dat duel kwam op naam van Ari Hjelm.

## Erelijst
HJK Helsinki
- Suomen Cup

1993, 1996
 FC Jokerit
- Suomen Cup

1999